# Matija Mesić
Matija Mesić (Brod na Savi, 19. veljače 1826. – Zagreb, 8. prosinca 1878.) bio je hrvatski katolički svećenik, povjesničar, kraljevski javni redoviti profesor hrvatske povijesti na Mudroslovnom fakultetu, predsjednik Matice hrvatske, redoviti član Jugoslavenske akademije znanosti i umjetnosti te prvi rektor i potom prorektor Sveučilišta Franje Josipa I. u Zagrebu.

## Životopis

### Mladost i školovanje
Kanonik zagrebački Stjepan Ilijašević bio mu je ujak, pa je Matiju, koji je prve škole učio u Brodu i Požegi, primio u svoju kanoničku kuriju i slao u školu. Stupio je u sjemenište tj. u gimnaziju koju je završio 1842. godine. Biskup Haulik šalje ga kao nadarenog učenika u bečki Pazmaneum i Prag. Za svećenika je zaređen 1849. godine.

### Znanstveno i pedagoško djelovanje
Nakon što je završio studije teologije, povijesti i zemljopisa u Beču i Pragu, vratio se u Zagreb u doba buđenja nacionalne svijesti pod utjecajem ilirskog pokreta i Gajevih novina Danice ilirske. Tada se pokazala potreba da se u nastavi, umjesto njemačkog, uvede materinski jezik. Predavao je u Klasičnoj gimnaziji od 1850. do 1855. godine. Kasnije je Mesić imenovan profesorom povijesti i posljednjim ravnateljem tadašnje Pravoslovne akademije, gdje se i sam zauzimao da hrvatski bude i nastavni jezik. U tom je smislu pisao znanstvene radove, prevodio neke od prvih školskih priručnika na hrvatskome jeziku te redigirao povijesnu dokumentacijsku građu. Napravio je kritičko izdanje Poljičkog statuta i Acte croatice Ivana Kukuljevića, sredio Krčelićevu korespondenciju i spise Stanka Vraza.
Nakon sloma apsolutizma i vraćanja Ustava godine 1860. hrvatski je Sabor pristupio osnivanju Svečilišta. Uz glavnoga pobornika Josipa Jurja Strossmayera i Matija Mesić mnogo je pridonio osnivanju sveučilišta na kojemu je "izabran jednoglasno od svih profesora triju fakulteta (Bogoslovnog, Mudroslovnog te Pravoslovnog i državoslovnog) prvim rektorom magnifikom za naučnu godinu 1874/75.". Te je godine na Mudroslovnom fakultetu u zimskom semestru predavao Poviest Hrvata za vladanja narodne dinastije s obzirom na istodobnu poviest austrijsku i ugarsku, dok je u ljetnome semestru držao predavanja iz Poviesti Hrvata za vladanja kraljeva Arpadovaca s obzirom na austrijsku i ugarsku poviest. Akademske godine 1875./1876. i u mandatu rektora Stjepana Speveca izabran je za prorektora. Oba rektora, i Mesić i Spevec, birani su prema "provedbenoj naredbi od 5. rujna 1874. po svim profesorima triju fakulteta, pošto izbor rektora nije bio još posebnim zakonom uređen". Godinu kasnije, 26. kolovoza 1875., donesen je zakon o izboru rektora (temeljen na osnovi koju je izradio akademički senat), prema kojemu se rektor birao svake godine, svaki puta s nekog drugog fakulteta, i to u drugoj polovici pretposljednjeg mjeseca tekuće akademske godine. Kandidat za rektora mogao je biti samo redoviti profesor, a u izboru su sudjelovali predstavnici svih profesorskih zborova (po svakom fakultetu četiri delegata od kojih su dvojica morala biti u statusu redovitih profesora). Izabranoga rektora, koji bi na dužnost stupao osam dana prije početka nove akademske godine, na kraju je morao potvrditi i ban.
Uz pedagoški rad Matija Mesić i dalje se bavio znanstvenim proučavanjem hrvatske povijesti. Prvi je obradio cijela poglavlja i epohe, usustavljujući tako golemu građu. Njegov je doprinos hrvatskoj povijesnoj znanosti neprocjenjiv, jer se upravo Mesićevom zaslugom sačuvalo mnoštvo dokumenata iz starije hrvatske povijesti. Za Akademijin Rad napisao je niz rasprava: O banovanju Petra Berislavića, O plemenu Berislavića, U slavu tisućgodišnjice krunidbe kralja Dmitra Zvonimira i druge. No, njegovim se glavnim djelom smatra Život Nikole Zrinskog, nastao 1866. godine, dotad najopsežniji i najkritičnije obrađen životopis u hrvatskoj povijesnoj literaturi. Mesićev život i rad opisao je i ocijenio njegov najbolji učenik Tadija Smičiklas, koji ga je i naslijedio na Sveučilištu kao profesor hrvatske povijesti.
Preminuo je u Zagrebu 8. prosinca 1878. u dobi od 52 godine. Pokopan je na zagrebačkome groblju Mirogoj.

## Djela
- Život Nikole Zrinjskoga, sigetskoga junaka (1866.)
- Hrvati na izmaku srednjega vijeka (1996.)[9]

## Spomen
- Gimnazija u Slavonskome Brodu nosi njegovo ime[10]
- Na zgradi Strojarskog fakulteta u Slavonskom Brodu postavljena mu je spomen-ploča

## Vanjske poveznice
Mrežna mjesta
- Pismo Matije Mesića Václavu Vladivoju Tomeku, 18. ožujka 1858., eukor.isp.hr